# Дубовая Балка (Ставропольский край)
Дубо́вая Ба́лка — село в Андроповском районе (муниципальном округе) Ставропольского края России.

## Варианты названия
- Дубовая Балка (Дубово-Балковские),
- Дубовая-Балка,
- Дубово-Балковские,
- Дубово-Балковское,
- Дубовобалковское[3],
- Дубовское[4].

## География
Расстояние до краевого центра: 63 км.
Расстояние до районного центра: 15 км.
Северо-западнее села находится балка Дубовая.

## История
Село основали в 1899 году понтийские греки, переселенцы из Малой Азии, после того как «Александр II разрешил грекам, подвергавшимся в Турции гонениям, переселиться на земли России». День села отмечается 28 августа.
До 16 марта 2020 года село входило в упразднённый Водораздельный сельсовет

## Население
| 1903 | 1989 | 2002 | 2010 | 2011 | 2014 |
| ---- | ---- | ---- | ---- | ---- | ---- |
| 537  | ↘371 | ↗486 | ↘398 | →398 | ↗400 |

По данным переписи 2002 года в национальной структуре населения преобладают греки (72 %).

## Инфраструктура
- Дом культуры[16]. Открыт 14 сентября 1965 года[17]

.
- Библиотека. Открыта 27 мая 1976 года[9].
- Фельдшерско-акушерский пункт[18]
- Село газифицировано, централизованное водоснабжение.
- Примерно в 500 м к северу от села расположено общественное открытое кладбище площадью 7000 м²[19].

## Русская православная церковь
- Церковь Святого Георгия Победоносца

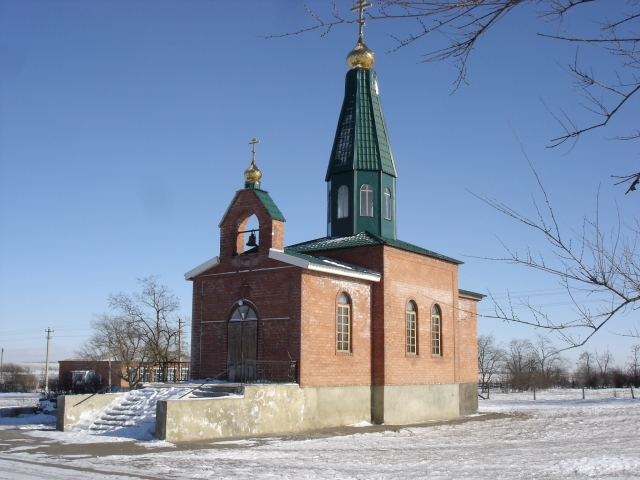

## Памятники
- Могила неизвестного советского солдата, погибшего в борьбе с фашистами[20]
- Памятник царю-освободителю Александру II от благодарных греков (первый памятник, построенный в 1911 году, был утрачен в советское время; новый бюст открыли в 2001 году рядом с церковью в честь Святого Георгия)[8]

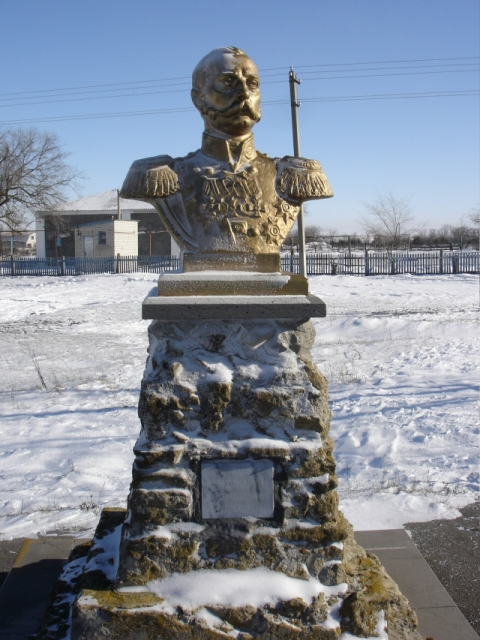